# Вероніка Авлав
Вероніка Авлав (англ. Veronica Avluv; нар. 23 листопада 1972, Роулетт, Техас) — американська порноакторка, модель та кіноакторка.

## Життєпис
Народилася 23 листопада 1972 року в Роулетті, Техас, США. 
В першому шлюбі народила сина. З 1996 року була одружена з Гансом Авлавом, у шлюбі народила ще двох дітей. Чоловік помер від серцевого нападу 26 березня 2013 року.
Описує себе як «дуже бісексуальну», зазначаючи, що займалася сексом з жінками протягом більшої частини свого дорослого життя.

### Порноіндустрія
Потрапила в порноіндустрію в лютому 2010 у віці 37 років. До цього була стриптизеркою. Знімається у таких порностудій, як Adam &amp; Eve, Brazzers, Evil Angel, Elegant Angel, Girlfriends Films, Hustler, Jules Jordan Video, Kink.com, Mile High, Wicked Pictures, Zero Tolerance.
У 2012 році знялася в 13-серійному еротичному серіалі Girls of Sunset Place кабельного каналу Showtime в ролі Вікторії Ванденберг.

## Нагороди та номінації
| Рік  | Нагорода   | Результат | Премія                                                                            | Робота                               |
| ---- | ---------- | --------- | --------------------------------------------------------------------------------- | ------------------------------------ |
| 2012 | AVN Award  | Номінація | MILF/Cougar Performer of the Year                                                 | Н/Д                                  |
| 2012 | XBIZ Award | Номінація | MILF Performer of the Year                                                        | Н/Д                                  |
| 2013 | AVN Award  | Номінація | Best Anal Sex Scene (with Manuel Ferrara)                                         | Oil Overload 7                       |
| 2013 | AVN Award  | Номінація | Best Group Sex Scene (with Vanilla DeVille, Francesca Le, Ava Addams & Кейран Лі) | Big Tits at Work 14                  |
| 2013 | AVN Award  | Номінація | MILF/Cougar Performer of the Year                                                 | Н/Д                                  |
| 2013 | XBIZ Award | Номінація | MILF Performer of the Year                                                        | Н/Д                                  |
| 2013 | XBIZ Award | Номінація | Best Scene — Couples-Тематичний Release (with Marcus London)                      | My mother's Best Friend 6            |
| 2013 | XRCO Award | Перемога  | MILF of the Year                                                                  | Н/Д                                  |
| 2014 | AVN Award  | Номінація | Best All-Girl Group Sex Scene (with Belle Noire & Tanya Tate)                     | College Милашка Seduce MILF Beauties |
| 2014 | AVN Award  | Номінація | Best Three-Way Sex Scene — G/G/B (with Sheena Shaw & Manuel Ferrara)              | Rump Raiders 4                       |
| 2014 | AVN Award  | Номінація | MILF Performer of the Year                                                        | Н/Д                                  |
| 2014 | AVN Award  | Номінація | Best Porn Star Website                                                            | ClubVeronicaAvluv.com                |
| 2014 | XBIZ Award | Номінація | MILF Performer of the Year                                                        | Н/Д                                  |
| 2014 | XRCO Award | Номінація | Orgasmic Analist                                                                  | Н/Д                                  |
| 2014 | XRCO Award | Номінація | MILF of the Year                                                                  | Н/Д                                  |
| 2015 | AVN Award  | Номінація | Best Double Penetration Sex Scene (with Rico Strong & Wesley Pipes)               | Freaky MILFs                         |
| 2015 | AVN Award  | Номінація | Best Oral Sex Scene                                                               | Facialized                           |
| 2015 | AVN Award  | Номінація | Best POV Sex Scene (with Mark Wood)                                               | A POV Sphinctacular                  |
| 2015 | AVN Award  | Перемога  | Краща актриса другого плану                                                       | Cinderella XXX: An Axel Braun Parody |
| 2015 | AVN Award  | Номінація | Best Three-Way Sex Scene — G/G/B (разом з Верукою Джеймс і Лексінгтоном Стілом)   | Anal Boot Camp 2                     |
| 2015 | AVN Award  | Номінація | MILF Performer of the Year                                                        | Н/Д                                  |
| 2015 | XBIZ Award | Номінація | MILF Performer of the Year                                                        | Н/Д                                  |
| 2015 | XRCO Award | Номінація | MILF of the Year                                                                  | Н/Д                                  |